# Tral·leus
Els tral·leus (grec antic: Τράλλεις, Trállēs), en alguna ocasió dits trocaleus (grec antic: Tρωχαλεῖς), foren un poble traci esmentat diverses vegades per Livi i una per Plutarc. Patiren una greu derrota contra Agesilau II en intentar obligar-lo a pagar un tribut de cent talents de plata i cent dones a canvi de deixar-lo passar pel seu territori.